# Sno-Tric

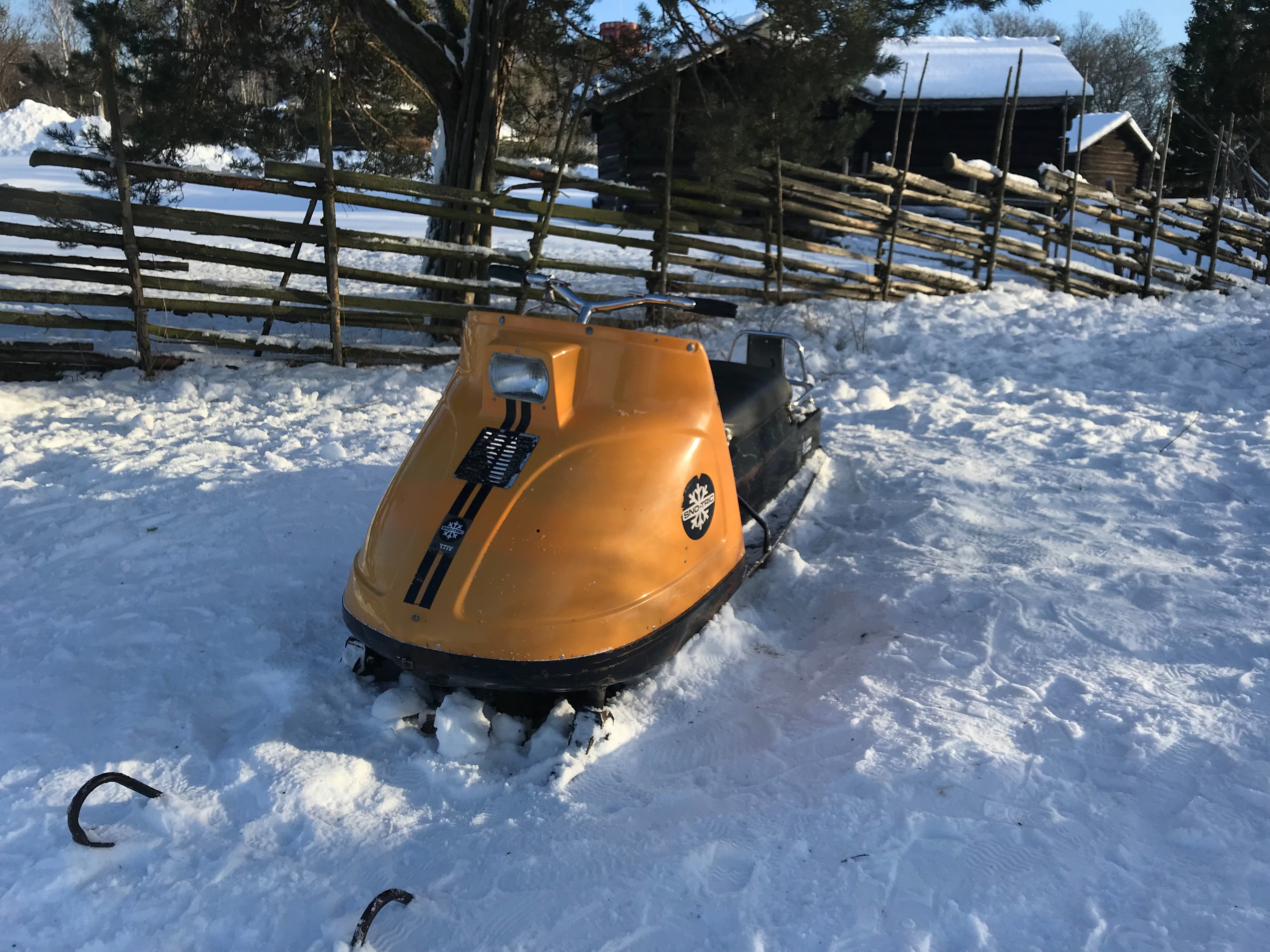
En Sno-Tric som finns bevarad på samevistet på Skansen i Stockholm.

Sno-Tric var en snöskoter som tillverkades i Morgongåva. 
Westeråsmaskiners tillverkning bestod i huvudsak av jordbruksredskap, men 1957 började man även tillverka snöfordon. 1965 började man tillverka snöskotrar under namnet Sno-Tric vilken snabbt blev populär.  
År 1969 köpte Persson Invest  Westeråsmaskiner och varumärkena Sno-Tric och Snow-Trac. Företaget bytte namn till Aktiv Fischer AB. Tillverkningen av snöfordonen och lantbruksmaskinerna skedde även i fortsättningsvis i Morgongåva. 
Vid 1970-talets mitt gick varumärket Sno-Tric i graven, och snöskotrarna bar fortsättningsvis namnet Aktiv.